# 2016年リオデジャネイロオリンピックのドイツ選手団
2016年リオデジャネイロオリンピックのドイツ選手団（2016ねんリオデジャネイロオリンピックのドイツせんしゅだん）は、2016年8月5日から8月21日にかけてブラジルのリオデジャネイロで開催された2016年リオデジャネイロオリンピックのドイツ選手団、およびその競技結果。

## 概要
今大会は金メダル17個、銀メダル10個、銅メダル15個の合計42個のメダルを獲得した。
馬術競技の馬場馬術団体ではドイツチームが金メダルを獲得、メンバーのイザベル・ワースは1992年バルセロナオリンピック以降6個目の金メダル獲得となった。

## メダル
| メダル | 選手名 | 競技         | 種目                            |
| ------ | --- | ------------ | ------------------------------- |
| 金     | クリストフ・ハルティング | 陸上         | 男子円盤投                      |
| 金     | トマス・レーラー | 陸上         | 男子やり投                      |
| 金     | アルムト・シュルト ヨゼフィーネ・ヘニング ザスキア・バルトゥジアク レオニー・マイヤー アニーケ・クラーン ジモーネ・ラウデール メラニー・ベーリンガー レナ・ゲースリンク アレクサンドラ・ポップ ジェニファー・マロジャン アーニャ・ミッターク タベア・ケンメ サラ・デブリッツ バベット・ペーター マンディ・イスラッカー メラニー・ロイポルツ イザベル・ケルショフスキー ラウラ・ベンカルト スベンヤ・フート | サッカー     | 女子                            |
| 金     | フィリップ・ヴェンデ ラウリツ・ショーフ カール・シュルツェ ハンス・グルーネ | ボート       | 男子クオドルプルスカル          |
| 金     | アンネカトリン・ティエレ カリナ・ベル ユリア・リエル リーザ・シュミドラ | ボート       | 女子クオドルプルスカル          |
| 金     | ラウラ・ルートヴィヒ キラ・バルケンホルスト | バレーボール | 女子ビーチバレー                |
| 金     | ファビアン・ハンビューヘン | 体操         | 男子鉄棒                        |
| 金     | クリスティーナ・フォーゲル | 自転車       | 女子スプリント                  |
| 金     | ズンケ・ローテンベルガー ドロテ・シュナイダー クリスティナ・シュピーレ イザベル・ワース | 馬術         | 馬場馬術団体                    |
| 金     | ミヒャエル・ユング | 馬術         | 総合馬術個人                    |
| 金     | クリスチャン・ライツ | 射撃         | 男子25mラピッドファイアピストル |
| 金     | ヘンリー・ユングヘーネル | 射撃         | 男子50mライフル伏射             |
| 金     | バーバラ・エングレーダー | 射撃         | 女子50mライフル3姿勢            |
| 金     | セバスティアン・ブレンデル | カヌー       | 男子C-1 1000m                   |
| 金     | セバスティアン・ブレンデル ヤン・ファンドライ | カヌー       | 男子C-2 1000m                   |
| 金     | マックス・レントシュミット マーカス・グロス | カヌー       | 男子K-2 1000m                   |
| 金     | マックス・レントシュミット トム・リーブシャー マックス・ホフ マーカス・グロス | カヌー       | 男子K-4 1000m                   |
| 銀     | ティモ・ホルン ジェレミー・トリアン ルーカス・クロスターマン マティアス・ギンター ニクラス・ジューレ スヴェン・ベンダー マックス・マイヤー ラース・ベンダー ダヴィー・ゼルケ レオン・ゴレツカ ユリアン・ブラント ヤニック・フート フィリップ・マックス ロベルト・バウアー マックス・クリスティアンゼン グリシャ・プレメル セルジュ・ニャブリ ニルス・ペーターゼン エリック・エルシュレーゲル               | サッカー     | 男子                            |
| 銀     | アンゲリク・ケルバー | テニス       | 女子シングルス                  |
| 銀     | マクシミリアン・ムンスキ マルテ・ヤクシク アンドレアス・クフナー エリック・ヨハンセン マクシミリアン・ライネルト フェリックス・ドラオッタ リヒャルト・シュミット フロリアン・メニンゲン ハンネス・オーシク マルティン・ザウアー | ボート       | 男子エイト                      |
| 銀     | ハン・イン ペトリサ・ソルヤ シャン・シャオナ | 卓球         | 女子団体                        |
| 銀     | イザベル・ワース | 馬術         | 馬場馬術個人                    |
| 銀     | ユリア・クライエフスキー サンドラ・アウファルト イングリッド・クリムケ ミヒャエル・ユング | 馬術         | 総合馬術団体                    |
| 銀     | モニカ・カルシュ | 射撃         | 女子25mピストル                 |
| 銀     | フランツィスカ・ウェーバー ティナ・ディッツェ | カヌー       | 女子K-2 500m                    |
| 銀     | サブリナ・ヘリング フランツィスカ・ウェーバー シュテフィ・クリーガーシュタイン ティナ・ディッツェ | カヌー       | 女子K-4 500m                    |
| 銀     | リーザ・ウンルー | アーチェリー | 女子個人                        |
| 銅     | ダニエル・ヤシンスキ | 陸上         | 男子円盤投                      |
| 銅     | パトリック・ハウスディング | 飛込         | 男子3m板飛込                    |
| 銅     | ニコラス・ヤコビ マティアス・ミュラー リーヌス・ブット マルティン・ヘナー モリッツ・トロムペルツ マッツ・グレインブッシュ クリストファー・ウェスリー ティム・ヘルツブルッフ トビアス・ホイケ トム・グラムブッシュ クリストファー・ルーア マルティン・ツウィッカー モリッツ・フュルステ フロリアン・フックス ティムール・オルツ ニクラス・ヴェレン                                                          | ホッケー     | 男子                            |
| 銅     | ニケ・ローレンツ ゼリン・オルツ アンネ・シュレーダー リーザ・シュッツェ シャルロッテ・シュタペンホルスト カタリーナ・オッテ ヤヌ・ヴィランド ハンナ・クリューガー ヤーナ・テシュケ リーザ・アルテンブルク フランツィスカ・ホイケ セシル・ピーパー マリー・メファース アニカ・シュプリンク ユリア・ミュラー ピア＝ゾフィー・オルトハーファー クリスティーナ・レイノルズ                                     | ホッケー     | 女子                            |
| 銅     | アルテム・ハルティウニアン | ボクシング   | 男子ライトウェルター級          |
| 銅     | ゾフィー・シェダー | 体操         | 女子段違い平行棒                |
| 銅     | デニス・クドラ | レスリング   | 男子グレコローマン85kg級        |
| 銅     | エリック・ハイル トーマス・プレセル | セーリング   | 男子49er級                      |
| 銅     | ウーヴェ・ゲンスハイマー フィン・レムケ パトリック・ヴィンツェック トビアス・ライヒマン ファビアン・ヴィーデ ジルヴィオ・ハイネヴェッター ヘンドリク・ペケラー シュテファン・ヴァインホルト マルティン・シュトローベル パトリック・グロツキ カイ・ヘフナー アンドレアス・ウォルフ ユリウス・キューン クリスティアン・ディッシンガー パウル・ドルクス                                                       | ハンドボール | 男子                            |
| 銅     | ミーリアム・ヴェルテ クリスティーナ・フォーゲル | 自転車       | 女子チームスプリント            |
| 銅     | ティモ・ボル ドミトリ・オフチャロフ バスティアン・シュテガー | 卓球         | 男子団体                        |
| 銅     | クリスティナ・シュピーレ | 馬術         | 馬場馬術個人                    |
| 銅     | クリスチャン・アールマン メレディス・マイケルズ＝ベアーバウム ダニエル・ドイサー ルドガー・ベールバウム | 馬術         | 障害飛越団体                    |
| 銅     | ラウラ・ヴァルガス＝コッホ | 柔道         | 女子70kg級                      |
| 銅     | ロナルド・ロイエ | カヌー       | 男子K-1 200m                    |